# هنري غورو
هنري جوزيف أوجين غورو (بالفرنسية: Henri Joseph Eugène Gouraud)‏ (17 نوفمبر 1867 - 16 سبتمبر 1946) هو جنرال وقائد عسكري فرنسي، ولد في باريس وبها تلقى علومه. أسرته مكونة من ستة أبناء كان هنري فيها أكبر إخوته. انتسب إلى مدرسة سان سير العسكرية وتخرج فيها برتبة ضابط عام 1888، خدم بسلاح القناصة، وظهرت موهبته عسكرياً واستراتيجياً في أثناء خدمته العسكرية في مالي، وكان من أنصار النظرية العسكرية الفرنسية القائمة على «الهجوم حتى الإبادة».
وهو القائد العسكري الفرنسي الذي قاد الجيش الفرنسي في نهاية الحرب العالمية الأولى في الحرب التركية الفرنسية (1919 - 1923).
اشتهر الجنرال الفرنسي غورو بكونه المندوب السامي للانتداب الفرنسي على لبنان وسوريا، وبكونه من تولى إعلان قيام دولة لبنان الكبير عام 1920 بعد فصلها عن سوريا بموجب إتفاقية سايكس-بيكو بين فرنسا وبريطانيا.
ذُكر أن غورو ذهب إلى قبر صلاح الدين الأيوبي، ثم ركله، وقال: «استيقظ يا صلاح الدين. لقد عدنا. وجودي هنا يكرس انتصار الصليب على الهلال.»
استعانت إدارة غورو في سوريا بالكثير من وقته كما كان في المغرب، حيث كانت سياسته الاستعمارية تركز على السيطرة على البلاد من خلال التلاعب بالقبائل والصوفيين وسكان البربر في الريف. أما في سوريا، اتخذ هذا شكل إدارات منفصلة للمجتمعات الدرزية والعلوية، بهدف تقسيم مصالحهم عن مصالح القوميين الحضريين.

## محاولة اغتيال
نفذ البطل الشعبي أدهم خنجر محاولة اغتيال لهنري غورو، في 22 حزيران عام 1921 أثناء مروره في القنيطرة، إلا ان الرصاصات التي اطلقها ادهم خنجر استقرت في ذراع الجنرال غورو الاصطناعية وتسبب ذلك في نجاته. ولجأ أدهم خنجر إلى سلطان باشا الاطرش، الذي كان في رحلة صيد. لكن الفرنسيين اعتقلوا ادهم باشا خنجر في 7 يوليو 1922 في غياب سلطان باشا، مما اغضب سلطان باشا الاطرش عندما علم بأمر ضيفه، فكان اعتقال خنجر دافعًا جديدًا أثار غضب ثوار الثورة السورية الكبرى والثوار الدروز في جبل العرب ضد الاستعمار الفرنسي.
وهذا أحد الأشكال التي سننتقم منها يوما ما وننصر الدين الإسلامي.

## روابط خارجية
- هنري غورو على موقع الموسوعة البريطانية (الإنجليزية)